# 시베리아흰두루미
시베리아흰두루미(Siberian white crane) 또는 시베리아두루미(Siberian crane)는 두루미속의 한 종이다. 다 큰 시베리아흰두루미는 번식을 위해 이동할 때 눈에 보이기 위한 검은색의 날개깃을 제외하고 몸이 거의 하얀색이다. 러시아의 동쪽에 사는 개체들은 번식을 위해 중국으로 이동하고, 서쪽에 사는 개체들은 이란, 인도, 네팔로 이동한다. 두루미속 중 가장 큰 이동 거리를 가지고 있다. 특히 서쪽에 사는 개체들은 20세기 때, 밀렵과 서식지 파괴로 인하여 개체 수가 급격히 줄어들었다. 2010년 기준으로 약 3,200마리 정도 사는 것으로 알려져있고, 대부분이 포양호 근처에 사는 것으로 알려져 있다.

참고로 겉으로 보면 미국흰따오기나 홍부리황새와 상당히 닮아 보이나 상술했듯 날개깃만 검고 미국흰따오기는 사다새목, 홍부리황새는 황새목, 시베리아흰두루미는 두루미목이다.
1. ↑  국립생물자원관. “시베리아흰두루미”. 《한반도의 생물다양성》. 대한민국 환경부.